# Brachionus bennini
Brachionus bennini är en hjuldjursart som beskrevs av Leissling 1924. Brachionus bennini ingår i släktet Brachionus och familjen Brachionidae.

## Underarter
Arten delas in i följande underarter:
- B. b. beauchampi
- B. b. bennini